# Olost
Olost è un comune spagnolo di 1 191 abitanti situato nella comunità autonoma della Catalogna.